# 운동핵편모충류
운동핵편모충류(運動核鞭毛蟲類, Kinetoplastea) 또는 동원핵편모충류(動原核鞭毛蟲類)는 동원질체를 갖고 있는 편모충류의 한 종류이다. 사람이나 가축에게 심각한 감염증을 일으키는 기생충(트리파노소마, 레이시마니아)을 포함하는 것으로 유명하지만, 그 외에 자유 생활을 하는 종류도 토양 속에서 발견할 수 있다. 이전에는 “운동핵편모충목”(運動核鞭毛蟲目, Kinetoplastida)으로 분류했지만, 최근에는 격상하여 운동핵편모충강(運動核鞭毛蟲綱)으로 간주하고 있다.

## 하위 분류
- Metakinetoplastina
  - 보도충목 (Bodonida)
    - 보도충과 (Bodonidae)
    - Cryptobiidae
    - 신보도충과 (Neobodonidae)
    - 겹보도충과 (Parabodonidae)
    - 주둥이편모충과 (Rhynchomonadidae)

  - 파동편모충목 (Trypanosomatida)
    - 파동편모충과 (Trypanosomatidae)
- Prokinetoplastina
  - Prokinetoplastida
    - Ichthyobodonidae